# Achterlijk (zeil)
Het achterlijk is bij een zeilschip de achterzijde van een zeil.
In het achterlijk zit het lijkentouw, een lijn die aan de zijkant van het zeil vastzit om het zeil daar stevigheid te geven. Elk langsgetuigd zeil heeft een achterlijk, het achterlijk is altijd een losse zijde van het zeil. Het achterlijk zit vast in de tophoek en in de schoothoek, vanuit die twee punten wordt het achterlijk strak getrokken.

## Achterlijk van het grootzeil
Aan het achterlijk van het grootzeil worden vaak nog zeillatten bevestigd. Het doel van deze latten is tweeledig. Het belangrijkste doel is om het zeil te kunnen uitbouwen (verder laten uitsteken). Door spanning te zetten op de val en de schoothoek, wordt het zeil aangespannen, waardoor de latten naar buiten geduwd worden. Het zeil krijgt daardoor een groter oppervlak, met name boven in het zeil.
Het tweede doel is dat het achterste deel van het zeil vlakker gemaakt wordt. Hierdoor is er een betere afstroming van de lucht langs het zeil. Dit vermindert de weerstand van het zeil en verplaatst de grootste bolling naar voren. De effectiviteit van het zeil neemt daardoor toe. Zeillatten zijn om die reden vaak verjongd. Het achterste deel van de lat is stijver dan het voorste deel, waarmee het laatste deel van het zeil zeer vlak is.

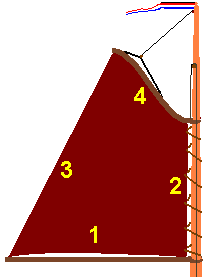
De vier zijden van een gaffelgetuigd zeil
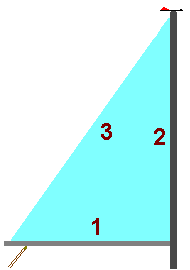
De zijden van van een topgetuigd zeil

1. onderlijk
2. voorlijk
3. achterlijk
4. bovenlijk.